# Diacyclops thomasi
Diacyclops thomasi är en kräftdjursart som först beskrevs av S. A. Forbes 1882.  Diacyclops thomasi ingår i släktet Diacyclops och familjen Cyclopidae. Inga underarter finns listade i Catalogue of Life.